# Jüdischer Friedhof (Bad Sülze)
Der Jüdische Friedhof Bad Sülze war ein jüdischer Friedhof in Bad Sülze im jetzigen Landkreis Vorpommern-Rügen in Mecklenburg-Vorpommern.

## Beschreibung
Der jüdische Friedhof befand sich früher „Am Schindanger“ (Flurname), heute Schulhof der Schule an der Kastanienallee (Flur 3, Friedhofsgrundstück ist das Flurstück 40/4).
Der Platz ist eindeutig mit der Bezeichnung Begräbnisplatz und der Signatur L statt des christlichen † in den Messtischblättern (MTB) von 1880 und 1920 verzeichnet.

## Geschichte
In Bad Sülze bestand seit 1765 am Schindanger ein jüdischer Friedhof, auf dem damals die jüdischen Familien einer weiten Umgebung (u. a. auch aus Stralsund) ihre Toten beigesetzt haben. Der Friedhof bestand bis in das 20. Jahrhundert, er war laut Messtischblatt von 1920 noch zu dieser Zeit vollständig vorhanden. Die Friedhofsfläche umfasste 10,54 ar. Es ist anzunehmen, dass der Friedhof bereits 1938/1940 zerstört und abgeräumt wurde. Beim Bau der neuen Schule in den 1970er Jahren an der Kastanienallee 7 (heute: Grund- und Realschule) wurden dann auch Reste des Friedhofes beseitigt, als dort eine Heizleitung verlegt wurde. An seiner Stelle befinden sich jetzt Grünflächen und ein Parkplatz.